# PSI-missing
「PSI-missing」（サイ・ミッシング）は、川田まみの6作目のシングル。2008年10月29日にジェネオンエンタテインメントから発売された。

## 概要
通常盤（GNCV-0010）と初回限定盤（GNCV-0009）の2種類がリリースされ、後者には「PSI-missing」のミュージック・ビデオを収録したDVDが同梱されている。
「PSI-missing」とは、超心理学（超能力、超常現象）、サイ科学で言うところの「サイ消失」現象（ESPテストなどの的中率がランダムな確率より有意に低い値となること。被験者が無意識的に誤った答えを選択することによって起きると解釈されている）を意味する。「PSI」の部分を「ピーエスアイ」と読むのは誤りである。とあるラジオの禁書目録第1回でインデックス役の井口裕香がピーエス・アイ　ミッシングと読んでいる。
川田まみとしては、電撃文庫原作、J.C.STAFF制作によるアニメ作品とのタイアップは3作目（通算5度目）。「PSI-missing」は、作詞を担当した川田まみ本人によれば、『とある魔術の禁書目録』の主人公・上条当麻にスポットを当てた曲になっており、次作『masterpiece』とは対になっている。
カップリング曲「雨」はバラード・ナンバーとなっており、テレビアニメ『とある魔術の禁書目録』第12話において挿入歌として用いられた。表題曲と同様、「雨」も次作のカップリング曲「jellyfish」と対の関係にある。

## 収録曲
1. PSI-missing [4:20]
作詞：川田まみ／作曲：中沢伴行／編曲：中沢伴行、尾崎武士
  - AT-XおよびUHF系各局放送のテレビアニメ『とある魔術の禁書目録』前期オープニングテーマ
2. 雨 [4:36]
作詞：川田まみ／作曲：中沢伴行／編曲：中沢伴行、尾崎武士
  - テレビアニメ『とある魔術の禁書目録』挿入歌（第12話）
3. PSI-missing -Instrumental-
4. 雨 -Instrumental-

## プロモーションビデオ

### キャスト
- 川田まみ

### プロモーションビデオスタッフ
- 総合プロデューサー：一法師康孝（FUCTORY records／I've）
- プロデューサー：石原裕久（DNA）
- ディレクター：赤星☆淳哉
- カメラ：NOBUAKI IMURA
- 照明：SHIGETAKA YONEZAWA
- ヘアー&メイク：IKUMI MARUYAMA
- スタイリスト：前田千佳子（MORIS）
- エディーター：赤星☆淳哉
- プロダクションマネージャー：黒川祥志（DNA）・AKIMTSU MORIMOTO（DNA）
- プロダクション：Dance Not Act
- 衣装協力：ATELIER-PIERROT
- 総合プロデュース：I've&ジェネオンエンタテインメント